# ناترنباخ
ناترنباخ (به آلمانی: Natternbach) یک منطقهٔ مسکونی در اتریش است که در ناحیه گرایسکیرچن واقع شده‌است. ناترنباخ ۳۰٫۹ کیلومتر مربع مساحت دارد ۴۳۴ متر بالاتر از سطح دریا واقع شده‌است.